# Herb Łęcznej
Herb Łęcznej – jeden z symboli miasta Łęczna i gminy Łęczna w postaci herbu. Wizerunek herbowy jest znany z pieczęci radzieckiej pochodzącej z XVI wieku. Samo miasto w tym czasie używało herbu z barankiem bożym.

## Wygląd i symbolika
Herb przedstawia wizerunek dzika barwy czarnej, mającego srebrne kły, skierowanego heraldycznie w prawo, na czerwonej tarczy herbowej.